# Julia Smit
Julia Elizabeth Smit (Santa Rosa, 14 dicembre 1987) è un'ex nuotatrice statunitense.

## Palmarès
- Olimpiadi

Pechino 2008: argento nella 4x100m sl e bronzo nella 4x200m sl.
- Giochi panamericani

Rio de Janeiro 2007: oro nei 100m dorso, nei 200m misti, nella 4x100m sl e nella 4x100m misti e argento nei 200m dorso.
Guadalajara 2011: oro nei 200m misti e nei 400m misti.